# 1049
| [ Edytuj tabelę ]          |                                              |
| Książę Polski              | - 1034 Kazimierz I Odnowiciel 1058           |
| Król Angkoru               | - 1048 Udajaditjawarman II 1066              |
| Król Anglii                | - 1042 Edward Wyznawca 1066                  |
| Król Aragonii i Nawarry    | - 1035 Ramiro I 1063                         |
| Hrabia Barcelony           | - 1035 Rajmund Berengar I 1076               |
| Książę Bawarii             | - 1047 interregnum 1049 - 1049 Konrad I 1053 |
| Książę Burgundii           | - 1032 Robert I 1076                         |
| Cesarz Bizancjum           | - 1042 Konstantyn IX Monomach 1055           |
| Cesarz Chin                | - 1022 Song Renzong 1063                     |
| Książę Czech               | - 1035 Brzetysław I 1055                     |
| Król Danii                 | - 1047 Swen II Estrydsen 1074                |
| Władca Egiptu              | - 1036 Al-Mustansir 1094                     |
| Król Francji               | - 1031 Henryk I 1060                         |
| Król Gruzji                | - 1027 Bagrat IV 1072                        |
| Hrabia Holandii            | - 1039 Dirk IV 1049 - 1049 Floris I 1061     |
| Cesarz Japonii             | - 1045 Go-Reizei 1068                        |
| Kalif                      | - 1031 Al-Ka’im 1075                         |
| Król Kastylii              | - 1035 Ferdynand I Wielki 1065               |
| Wielki książę Kijowa       | - 1019 Jarosław Mądry 1054                   |
| Patriarcha Konstantynopola | - 1043 Michał I Cerulariusz 1058             |
| Władca Korei               | - 1046 Munjong 1083                          |
| Król Leónu                 | - 1037 Ferdynand I Wielki 1065               |
| Król Norwegii              | - 1045 Harald III Srogi 1066                 |
| Książę Obodrzyców          | - 1043 Gotszalk 1066                         |
| Hrabia Palatynatu          | - 1045 Henryk I ze Szwabii 1061              |
| Papież                     | - 1049 Leon IX 1054                          |
| Hrabia Portugalii          | - 1028 Mendo III 1050                        |
| Cesarz rzymski (niemiecki) | - 1046 Henryk III 1056                       |
| Książę Saksonii            | - 1011 Bernard II 1059                       |
| Król Szkocji               | - 1040 Makbet 1057                           |
| Król Szwecji               | - 1022 Anund Jakub 1050                      |
| Doża Wenecji               | - 1043 Domenico Contarini 1071               |
| Król Węgier                | - 1047 Andrzej I 1061                        |

Rok 1049 / MXLIX
stulecia: X wiek ~
XI wiek ~
XII wiek

lata: 1039 «
1044 «
1045 «
1046 «
1047 «
1048 «
1049
» 1050
» 1051
» 1052
» 1053
» 1054
» 1059

## Wydarzenia w Polsce
- Aaron, biskup krakowski, został pierwszym polskim arcybiskupem (data przybliżona).

## Wydarzenia na świecie
- 12 lutego – Leon IX został wybrany na papieża.
- Hugon z Cluny został opatem klasztoru benedyktyńskiego w Cluny[1]

## Zmarli
- Eustachy I z Boulogne, dziad Godfryda z Bouillon i Baldwina, pierwszego władcy Królestwa Jerozolimskiego.